# Gran Premio di Monaco 1998
Il Gran Premio di Monaco 1998 è stato il sesto appuntamento mondiale della stagione di Formula 1 1998. Disputatosi il 24 maggio sul Circuito di Monaco, ha visto la vittoria di Mika Häkkinen su McLaren, seguito da Giancarlo Fisichella e da Eddie Irvine. Sono giunti a punti pure Mika Salo, Jacques Villeneuve e Pedro Diniz.

## Vigilia

### Organizzazione della gara
L'evento viene organizzato dall'Automobile Club di Monaco. Per la prima volta si decide di non far disputare come gara di contorno il Gran Premio di Monaco di Formula 3, sostituendolo con quello di Formula 3000.

### Aspetti sportivi
In occasione della gara monegasca viene trovato l'accordo per il rinnovo del Patto della Concordia per la spartizione dei premi e dei diritti tv, dopo che McLaren, Williams e Tyrrell si dichiarano a lungo in disaccordo con la linea tenuta dalla Federazione.

## Qualifiche

### Resoconto
Nell'angusto circuito cittadino di Montecarlo, caratterizzato dalla difficoltà nell'effettuare sorpassi, l'esito delle qualifiche è molto importante; ancora una volta, la McLaren si dimostra la vettura più competitiva, piazzando Häkkinen in pole position (la quinta nella carriera del finlandese) e Coulthard alle sue spalle. Ottimo il terzo tempo di Fisichella, che sfrutta la competitività delle gomme Bridgestone; seguono Michael Schumacher, Frentzen, Wurz, Irvine e Salo, sorprendentemente ottavo con la Arrows. Solo tredicesimo il Campione del Mondo in carica, Villeneuve, mai a suo agio sulle strade del Principato; ancora fuori dal limite del 107% la Tyrrell di Rosset.

### Risultati
| Pos                         | No | Pilota                | Costruttore           | Tempo    | Distacco |
| --------------------------- | -- | --------------------- | --------------------- | -------- | -------- |
| 1                           | 8  | Mika Häkkinen         | McLaren - Mercedes    | 1:19.798 |          |
| 2                           | 7  | David Coulthard       | McLaren - Mercedes    | 1:20.137 | +0.339   |
| 3                           | 5  | Giancarlo Fisichella  | Benetton - Playlife   | 1:20.368 | +0.570   |
| 4                           | 3  | Michael Schumacher    | Ferrari               | 1:20.702 | +0.904   |
| 5                           | 2  | Heinz-Harald Frentzen | Williams - Mecachrome | 1:20.729 | +0.931   |
| 6                           | 6  | Alexander Wurz        | Benetton - Playlife   | 1:20.955 | +1.157   |
| 7                           | 4  | Eddie Irvine          | Ferrari               | 1:21.712 | +1.914   |
| 8                           | 17 | Mika Salo             | Arrows                | 1:22.144 | +2.346   |
| 9                           | 15 | Johnny Herbert        | Sauber - Petronas     | 1:22.157 | +2.359   |
| 10                          | 12 | Jarno Trulli          | Prost - Peugeot       | 1:22.238 | +2.440   |
| 11                          | 14 | Jean Alesi            | Sauber - Petronas     | 1:22.257 | +2.459   |
| 12                          | 17 | Pedro Diniz           | Arrows                | 1:22.355 | +2.557   |
| 13                          | 1  | Jacques Villeneuve    | Williams - Mecachrome | 1:22.468 | +2.670   |
| 14                          | 18 | Rubens Barrichello    | Stewart - Ford        | 1:22.540 | +2.742   |
| 15                          | 9  | Damon Hill            | Jordan - Mugen-Honda  | 1:23.151 | +3.353   |
| 16                          | 10 | Ralf Schumacher       | Jordan - Mugen-Honda  | 1:23.263 | +3.465   |
| 17                          | 19 | Jan Magnussen         | Stewart - Ford        | 1:23.411 | +3.613   |
| 18                          | 11 | Olivier Panis         | Prost - Peugeot       | 1:23.536 | +3.738   |
| 19                          | 22 | Shinji Nakano         | Minardi - Ford        | 1:23.957 | +4.159   |
| 20                          | 21 | Toranosuke Takagi     | Tyrrell - Ford        | 1:24.024 | +4.226   |
| 21                          | 23 | Esteban Tuero         | Minardi - Ford        | 1:24.031 | +4.233   |
| Tempo limite 107%: 1:25,384 |    |                       |                       |          |          |
| NQ                          | 20 | Ricardo Rosset        | Tyrrell - Ford        | 1:25.737 | +5.939   |

## Gara

### Resoconto
Il via procede regolarmente, con Häkkinen che mantiene la testa della corsa davanti a Coulthard, Fisichella, Michael Schumacher, Wurz, Frentzen, Alesi, Trulli ed Herbert; già nel corso del primo giro si ritira Tuero, che va a sbattere alla curva Massenet. Le posizioni si consolidano subito, con le Mclaren più veloci di circa un secondo al giro rispetto a Fisichella. Nel corso del decimo passaggio, Frentzen allarga la traiettoria al lentissimo tornante del Loews; prova ad approfittarne Irvine, che si infila all'interno. Il tedesco chiude però la traiettoria e i due finiscono per venire a contatto; ne fa le spese il pilota della Williams, che urta le barriere e si ritira. Un giro più tardi si ritira anche Barrichello, con una sospensione rotta. Nel corso della 16ª tornata, sulla vettura di Coulthard cede improvvisamente il motore, all'uscita del tunnel. Häkkinen comincia i doppiaggi e il vantaggio su Fisichella cala a circa 10".
Schumacher, che si trova dietro Fisichella, anticipa la propria sosta e grazie alle difficoltà incontrate dal pilota italiano nei doppiaggi riuscirà a sopravanzarlo dopo il pit stop del rivale. Al 35º giro Häkkinen conduce davanti a Wurz, Schumacher, Fisichella, Irvine, Salo, Alesi, Trulli ed Herbert. Due passaggi dopo Wurz viene rallentato da dei doppiaggi e si fa infilare da Schumacher al Loews; l'austriaco resiste a ruotate e ripassa al Portier. Il ferrarista non demorde e tenta nuovamente il sorpasso; anche questa volta, però, le vetture si toccano e la sospensione del tedesco ne esce danneggiata. Schumacher rientra ai box, scendendo dalla sua monoposto, ma il DT Ross Brawn lo invita a tornare in macchina mentre i meccanici provvedono alla riparazione, che gli costa però due giri di ritardo. Al 42º giro anche Wurz, appena rientrato dai box, sbatte violentemente all'uscita del tunnel, scivolando fino alle barriere di protezione della chicane del Porto.
Dopo le soste Häkkinen mantiene la testa della corsa davanti a Fisichella, Irvine, Salo, Alesi, Villeneuve, Diniz e Herbert. Nel finale si ritirano le due Prost, prima Panis al 49º giro, poi Trulli al 56°; nello stesso giro Fisichella compie un errore alla Rascasse, tocca il muretto e finisce in testacoda, riuscendo tuttavia a ripartire. Intanto comincia a levarsi del fumo dalla Sauber di Alesi, che deve abbandonare per guai al cambio. Infine Schumacher, pur doppiato dal pilota della Arrows, tenta un inutile sorpasso a Diniz, finendo in testacoda, ma riuscendo ad evitare l'incolpevole brasiliano. Häkkinen ottiene così la sua quarta vittoria stagionale davanti a Fisichella, che negli ultimi giri recupera molti secondi al finlandese; terzo gradino 
del podio per la Ferrari di Irvine. Chiudono la zona punti Salo, per la prima volta a punti, Villeneuve e Diniz, che porta altri punti alla Arrows.

### Risultati
| Pos | N  | Pilota                | Costruttore/Motore    | Giri | Tempo/Ritiro            | Griglia | Punti |
| --- | -- | --------------------- | --------------------- | ---- | ----------------------- | ------- | ----- |
| 1   | 8  | Mika Häkkinen         | McLaren - Mercedes    | 78   | 1:51:24.4               | 1       | 10    |
| 2   | 5  | Giancarlo Fisichella  | Benetton - Playlife   | 78   | +11.475                 | 3       | 6     |
| 3   | 4  | Eddie Irvine          | Ferrari               | 78   | +41.378                 | 7       | 4     |
| 4   | 17 | Mika Salo             | Arrows                | 78   | +1:00.363               | 8       | 3     |
| 5   | 1  | Jacques Villeneuve    | Williams - Mecachrome | 77   | +1 giro                 | 13      | 2     |
| 6   | 16 | Pedro Diniz           | Arrows                | 77   | +1 giro                 | 12      | 1     |
| 7   | 15 | Johnny Herbert        | Sauber - Petronas     | 77   | +1 giro                 | 9       |       |
| 8   | 9  | Damon Hill            | Jordan - Mugen-Honda  | 76   | +2 giri                 | 15      |       |
| 9   | 22 | Shinji Nakano         | Minardi - Ford        | 76   | +2 giri                 | 19      |       |
| 10  | 3  | Michael Schumacher    | Ferrari               | 76   | +2 giri                 | 4       |       |
| 11  | 21 | Toranosuke Takagi     | Tyrrell - Ford        | 76   | +2 giri                 | 20      |       |
| 12  | 14 | Jean Alesi            | Sauber - Petronas     | 72   | Cambio                  | 11      |       |
| Rit | 12 | Jarno Trulli          | Prost - Peugeot       | 56   | Cambio                  | 10      |       |
| Rit | 11 | Olivier Panis         | Prost - Peugeot       | 49   | Ruota                   | 18      |       |
| Rit | 10 | Ralf Schumacher       | Jordan - Mugen-Honda  | 44   | Sospensione             | 16      |       |
| Rit | 6  | Alexander Wurz        | Benetton - Playlife   | 42   | Incidente               | 6       |       |
| Rit | 19 | Jan Magnussen         | Stewart - Ford        | 30   | Sospensione             | 17      |       |
| Rit | 7  | David Coulthard       | McLaren - Mercedes    | 17   | Motore                  | 2       |       |
| Rit | 18 | Rubens Barrichello    | Stewart - Ford        | 11   | Sospensione             | 14      |       |
| Rit | 2  | Heinz-Harald Frentzen | Williams - Mecachrome | 9    | Collisione con E.Irvine | 5       |       |
| Rit | 23 | Esteban Tuero         | Minardi - Ford        | 0    | Incidente               | 21      |       |

## Classifiche

### Piloti
| Pos. | Pilota                | Punti |
| ---- | --------------------- | ----- |
| 1    | Mika Häkkinen         | 46    |
| 2    | David Coulthard       | 29    |
| 3    | Michael Schumacher    | 24    |
| 4    | Eddie Irvine          | 15    |
| 5    | Alexander Wurz        | 9     |
| 6    | Heinz-Harald Frentzen | 8     |
| 6    | Jacques Villeneuve    | 8     |
| 8    | Giancarlo Fisichella  | 7     |
| 9    | Mika Salo             | 3     |
| 9    | Jean Alesi            | 3     |
| 11   | Rubens Barrichello    | 2     |
| 12   | Johnny Herbert        | 1     |
| 12   | Pedro Diniz           | 1     |

### Costruttori
| Pos. | Team                  | Punti |
| ---- | --------------------- | ----- |
| 1    | McLaren - Mercedes    | 75    |
| 2    | Ferrari               | 39    |
| 3    | Benetton - Playlife   | 16    |
| 3    | Williams - Mecachrome | 16    |
| 5    | Arrows                | 4     |
| 5    | Sauber - Petronas     | 4     |
| 7    | Stewart - Ford        | 2     |

## Fonti
Salvo indicazioni diverse le classifiche sono tratte da  Sito di The Official Formula 1, su formula1.com. URL consultato il 6 ottobre 2008.
o da   GPupdate.net , su f1.gpupdate.net. URL consultato il 18 febbraio 2008.